# Палаючий острів
«Палаючий острів» (англ. Java Heat) — американський бойовик 2013 року.

## Сюжет
Джейк вирушає в одну з азійських країн, щоб зробити свій внесок у боротьбу з терористами. Там він отримує в напарники місцевого поліцейського-мусульманина, разом з яким починає переслідування хитрого злодія. Злочинець прикриває свою незаконну діяльність невеликими терактами, щоб відвернути владу від своїх справжніх мотивів.